# Aniba
Aniba, biljni rod iz porodice lovorovki smješten u tribus Cinnamomeae. Postoji preko 50 vrsta; drveće i grmovi rašireni po Srednjoj i Južnoj Americi
Rod je opisan u Histoire des Plantes de la Guiane Françoise 1: 327, t. 126. 1775.

## Vrste
1. Aniba affinis (Meisn.) Mez
2. Aniba bracteata (Nees) Mez
3. Aniba brochidodroma van der Werff
4. Aniba burchellii Kosterm.
5. Aniba canelilla (Kunth) Mez
6. Aniba cinnamomiflora C. K. Allen
7. Aniba citrifolia (Nees) Mez
8. Aniba coto (Rusby) Kosterm.
9. Aniba cylindriflora Kosterm.
10. Aniba desertorum (Nees) Mez
11. Aniba ecuadorica Cornejo & Loor
12. Aniba excelsa Kosterm.
13. Aniba ferrea Kubitzki
14. Aniba ferruginea Kubitzki
15. Aniba firmula (Nees & Mart.) Mez
16. Aniba glabra van der Werff
17. Aniba guianensis Aubl.
18. Aniba heringeri Vattimo-Gil
19. Aniba heterotepala van der Werff
20. Aniba hostmanniana (Nees) Mez
21. Aniba hypoglauca Sandwith
22. Aniba inaequabilis Da Matta
23. Aniba intermedia (Meisn.) Mez
24. Aniba jenmanii Mez
25. Aniba kappleri Mez
26. Aniba lancifolia Kubitzki & W. A. Rodrigues
27. Aniba magnifica W. Palacios
28. Aniba megaphylla Mez
29. Aniba muca (Ruiz & Pav.) Mez
30. Aniba novogranatensis Kubitzki
31. Aniba palaciosii van der Werff
32. Aniba panurensis (Meisn.) Mez
33. Aniba parviflora (Meisn.) Mez
34. Aniba pedicellata Kosterm.
35. Aniba percoriacea C. K. Allen
36. Aniba permollis (Nees) Mez
37. Aniba perutilis Hemsl.
38. Aniba pilosa van der Werff
39. Aniba puchury-minor (Mart.) Mez
40. Aniba ramageana Mez
41. Aniba riparia (Nees) Mez
42. Aniba robusta (Klotzsch & H. Karst.) Mez
43. Aniba rosaeodora Ducke
44. Aniba santalodora Ducke
45. Aniba subbullata H.L.Ribeiro & P.L.R.Moraes
46. Aniba sulcata Benoist
47. Aniba taubertiana Mez
48. Aniba terminalis Ducke
49. Aniba tomentella van der Werff
50. Aniba vaupesiana Kubitzki
51. Aniba venezuelana Mez
52. Aniba verticillata van der Werff
53. Aniba vulcanicola van der Werff
54. Aniba williamsii O. C. Schmidt

## Sinonimi
- Aydendron Nees; Linnaea 8: 36 (1833)
- Endlicheria Nees; Linnaea 8: 37 (1838)
- Schauera Nees; Lindl. Introd. Nat. Syst. ed. II. 202 (in adnot. (1836))
- Cedrota Schreb.; Gen. Pl., ed. 8[a] 1: 259 (1789)